# Rachel Zegler
Rachel Anne Zegler, född 3 maj 2001 i Hackensack, New Jersey, är en amerikansk skådespelare och sångare. Hon fick sitt genombrott redan i sin debutfilm West Side Story (2021) vilken belönade henne med en Golden Globe Award för bästa kvinnliga huvudroll.

## Biografi

### Uppväxt
Zegler är dotter till Gina och Craig Zegler. Hennes farmor Maureen Teresa (född Cahill) immigrerade till USA under 1960-talet från Barranquilla i Colombia. Hon har också en äldre syster som heter Jacklyn. Zegler döptes efter karaktären Rachel Green från TV-serien Vänner. Som ung blev Zegler utsatt för etnisk diskriminering när folk ofta kommenterade att hon skulle åka hem därifrån hon kom. Zegler såg sin första Broadwayshow, Skönheten och odjuret när hon var fyra år gammal. Sedan dess har hon varit intresserad av teater. När hon var tolv medverkade hon i sin första roll som Shprintze i en uppsättning av Spelman på taket, vilket var ögonblicket då hon bestämde sig för att satsa på att bli skådespelare. Hon började då med sång och teaterlektioner.

### Tidig karriär och genombrott
Zegler påbörjade sin karriär vid sidan om high school då hon medverkade i flera lokala teaterproduktioner som Belle i Skönheten och odjuret (2016), Ariel i Den lilla sjöjungfrun (2017), Dorothy Brock i 42nd Street (2018) och Prinsessan Fiona i Shrek musikalen (2019). För samtliga roller skulle hon fyra år i rad nomineras till Bästa skådespelerska på Metro Award. Hon har också spelat Maria i West Side Story (2017),  Serena i Legally Blonde, Cosette i Les Misérables och Millie i Thoroughly Modern Millie. Hon har också sedan 2015 varit aktiv på Youtube vilken har fått stor medial uppmärksamhet. Hennes video där hon sjunger "Shallow" från A Star is Born har setts över 12 miljoner gånger.
Zegler skulle få sitt genombrott redan med sin debutfilm West Side Story (2021). Regissören Steven Spielberg hade redan i januari 2018 utropat en öppen casting för rollen som Maria. Den då 16-åriga Zegler skickade in videos på sig själv när hon sjunger låtarna "Tonight" och "I Feel Pretty" från musikalen som hon bara året innan hade framfört på scen. Hon fick rollen bland 30.000 sökanden. När filmen släpptes i december 2021 möttes den av en hyllande kritikerkår. Den skulle knappt spela in sin produktionskostnad då den släpptes under restriktioner i pågående covid-19-pandemi. För sin insats skulle hon vinna en Golden Globe Award för bästa kvinnliga huvudroll. Hon blev den första kvinna av colombiansk härkomst att vinna i den kategorin och även den yngsta med sina 20 år. Hon skulle också bli nominerad till en Critics' Choice Movie Award för sin insats.

### Etablerad karriär

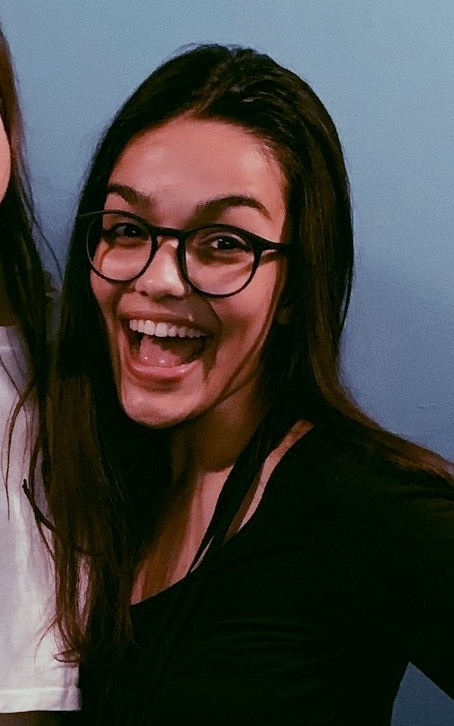
Rachel Zegler 2019.

Zegler skulle efter det uttömmande schemat på West Side Story-inspelningen gå på ett möte med castingchefen Rich Delia på DCEU som funderade på att ge henne rollen som Kara Zor-El / Supergirl i The Flash (2023). När rollen istället gick till Sasha Calle fick hon provspela för rollen som Anthea i en annan DCEU film, Shazam! Fury of the Gods (2023). Hennes medskådespelare Jack Dylan Grazer ska ha haft en del att säga till om och valde Zegler efter som han beundrade henne i West Side Story. Filmen skulle få ett mediokert mottagande och blev ett finansiellt misslyckande på biografer. Hon skulle sedan medverka som protagonisten i The Hunger Games: The Ballad of Songbirds & Snakes (2023), en roll hon till en början avböjde. Filmen som är en prequel till The Hunger Games (2012) fick ett gott mottagande från både kritiker och publik. "Hon är absolut fängslande... man förundrar sig över det mångfaldiga skådespelandet" skrev David Ehlrich om hennes insats i IndieWire. 
Zegler medverkade sedan i Kyle Mooneys regidebut Y2K (2024) och gjorde en röstroll i den animerade Netflix-musikalen Förtrollningen (2024). Samma år gjorde hon även sin Broadwaydebut i rollen som Julia i en uppsättning av Romeo och Julia. Redan efter inspelningen av West Side Story fick Zegler titelrollen i Disneys liveaction nyinspelning av Snövit (2025). Filmen drabbades av flera förseningar, först av covid-19-pandemin och sedan av en eldsvåda på inspelningsplatsen. När trailern till filmen släpptes blev den, den mest ogillade trailern genom tiderna på Youtube. Anledningen hänvisades till "dålig CGI" och rasism, då Zegler från latinamerikans härkomst inte ansågs passa som Snövit och fick en riktad hatkampanj mot sig. När hon dessutom kallade prinsen för ett "stalkande creep" från originalet Snövit och de sju dvärgarna (1937) blev kampanjen mot henne än större.
Som sångerska har Zegler utgivit några singlar samt sjungit på en del av sångerna i West Side Story. 

## Privatliv
Zegler träffade skådespelaren Josh Andrés Rivera på inspelningen av West Side Story (2021) och har varit i en relation sedan dess.
En av Zeglers största influenser är Barbra Streisand. Hon är också en stor beundrare av Taylor Swift.

## Filmografi

### Film
| År   | Titel                                              | Roll              | Notering |
| ---- | -------------------------------------------------- | ----------------- | -------- |
| 2021 | West Side Story                                    | María             |          |
| 2023 | Shazam! Fury of the Gods                           | Anthea            |          |
| 2023 | The Hunger Games: The Ballad of Songbirds & Snakes | Lucy Gray Baird   |          |
| 2024 | Y2K                                                | Laura             |          |
| 2024 | Förtrollningen                                     | Prinsessan Ellian | Röstroll |
| 2025 | Snövit                                             | Snövit            |          |

### Teater
| År        | Titel           | Roll  | Teater                                 |
| --------- | --------------- | ----- | -------------------------------------- |
| 2024-2025 | Romeo och Julia | Julia | Circle in the Square Theatre, New York |